# 琴盖
琴盖，是匈牙利沃什州所辖的一个村，总面积25.27平方公里，总人口389，人口密度15.4人/平方公里（2010年1月1日）。